# 蝴蝶效应

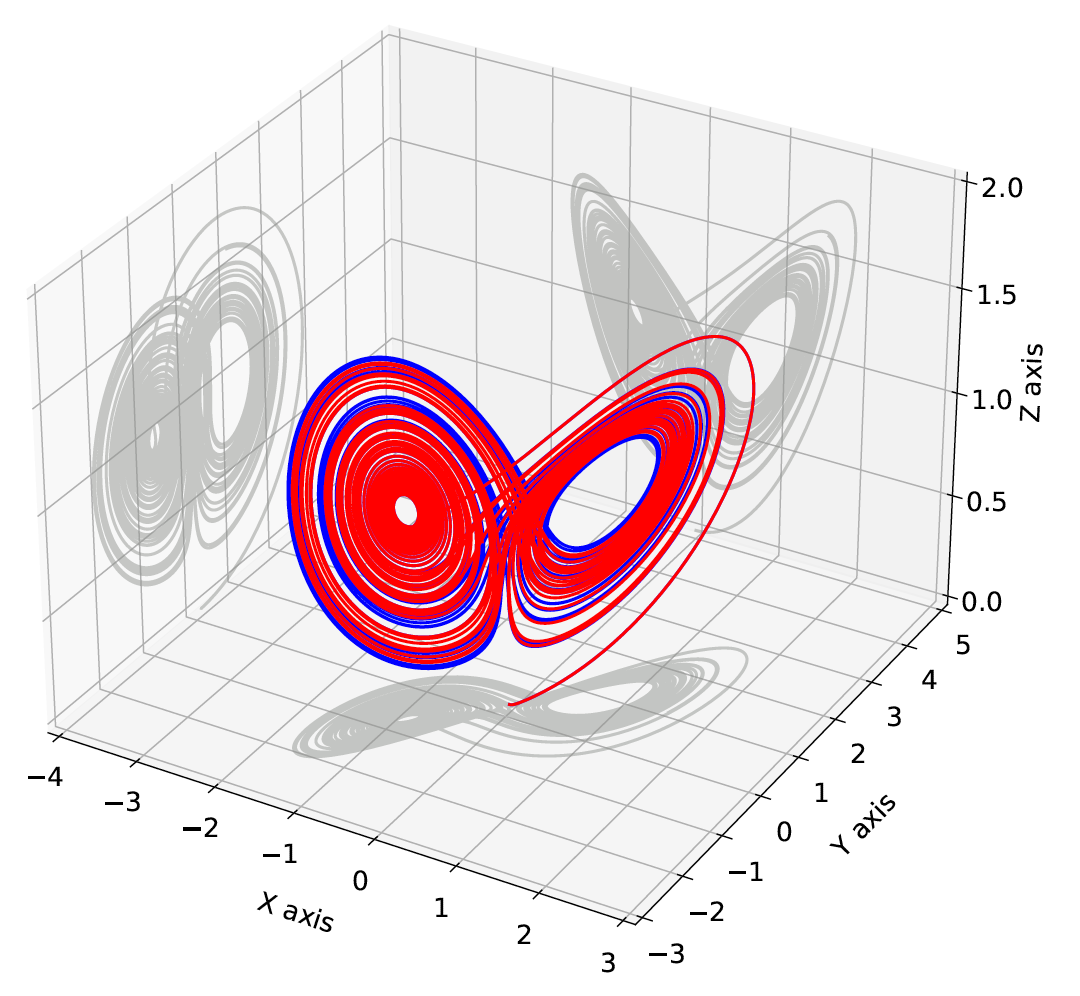
圖一說明勞倫茲1963 模式對初始條件敏感依賴的特性。控制組的初始位置為 (X,Y,Z)=(0,1,0)，平行對照組在 Y 的初始位置中添加一個小擾動（10^{-10}）。控制組和平行對照組的軌跡分別以紅色和藍色曲線繪製。灰色曲線顯示控制組在不同二維的相位空間中的軌跡。σ = 10, ρ = 28, and β = 8/3.

蝴蝶效應（英語：Butterfly effect）在混沌學中，是指系統的演變，對初始條件有非常敏感的特性（sensitive dependence of solutions on initial conditions, SDIC）。也就是说，在一個動態系統中，初始條件的細微變化，會導致不同事件發展的順序，有顯著差異。常見延伸的看法是：初始條件的微小變化，能帶動整個系統長期且巨大的連鎖反應。

## 由來
1961年冬天，美國氣象學家愛德華·羅倫茲在使用電腦程式計算他所設計來模擬大氣中空氣流動的數學模型，在進行第二次計算時，想要節省計算資源，直接從程式的中段開始執行，並輸入前一次模擬結果列印出來的數據，計算出來的結果卻與第一次完全不同。經檢查後發現原因是出在列印的數據是0.506，精準度只有小數後3位，但該數據正確的值為0.506127，到小數後6位。
1963年，羅倫茲發表論文決定性的非周期流（Deterministic Nonperiodic Flow），分析了這個效應。這篇論文後來被廣泛引用。他也在另一篇期刊文章寫道，「一個氣象學家提及，如果這個理論被證明正確，一隻海鷗扇動翅膀能夠永遠改變天氣變化。」在以後的演講和論文中他用了更加有詩意的蝴蝶。對於這個效應最常見的闡述是「一隻蝴蝶在巴西輕拍翅膀，可以導致一個月後德克薩斯州的一場龍捲風。」，等於一個小事情的影響可以很大。
在1993 年出版的《混沌的本質》一書中，勞倫茲將蝴蝶效應定義為：「動力系統狀態的微小變化，將導致後續的狀態，與原本可能演變的狀態有很大的不同。」此一描述和「對初始條件的敏感依存」相同。在同一本書中，勞倫茲應用了滑雪活動，來揭示「隨時間變化的滑雪路徑對初始位置的敏感性」。而所謂的預報度，可藉由系統中的連續依存和敏感依存之間，來加以決定。簡單地說，當兩個初始相鄰的路徑出現明顯分歧之前，我們可以決定有限的預報度。

## 含義
延伸的「蝴蝶效應」是連鎖效應的其中一種，即意思即使一件表面上看來毫無關係、非常微小的事情，也可能帶來巨大的改變。此效應說明事物發展的結果，對初始條件具有極為敏感的依賴性，初始條件的改變，將會有引起結果的極大差異。小事情會有巨大的反應。
蝴蝶效應一詞的出處，現有的文獻已有很多的討論。而其函義也有所不同。單就勞倫茲的研究文章和報告中的討論（如），基本可以有以下三種不同類型。第一類型的蝴蝶效應是指：系統中解的演變，對初始條件有敏感的依存。第二類型的蝴蝶效應是指：微小擾動能在遠距離產生有組織的環流。第三類型的蝴蝶效應是指：小尺度的加入，透過非線性交互作用，能導致有限的預報度。
在最近由《今日物理》發表的討論中，一致顯示第二類蝴蝶效應從未使用真實的天氣模型進行嚴格驗證。雖然這些研究表明，第二類蝴蝶效應在實際大氣中不太可能發生，但這種無效性並不否定第一類蝴蝶效應在其他領域（如疫情或歷史事件）中的適用性。

## 圖示
| 勞倫茲吸引子的蝴蝶效應 | 勞倫茲吸引子的蝴蝶效應 | 勞倫茲吸引子的蝴蝶效應 |
| --- | ---------------------- | ---------------------- |
| 时间0 ≤ t ≤ 30（放大） | 时间0 ≤ t ≤ 30（放大） | z坐标（放大）          |
| |                        |                        |
| 圖二（左圖）和圖三（右圖）展示出勞倫茲吸引子中，兩條軌跡（藍色、黃色各一）在三維相位空間中演變的三個時段。 這兩條軌跡的初始點只在X坐標上相差10−5。開始時，正如藍色和黃色軌跡的Z坐標的微小差異所表明的，兩條軌跡似乎是重合的。但是當t > 23時，兩者的坐標差逐步地變大。在t =30後，小錐形體(圖三) 的出現，顯示兩條軌跡有非常大的差異。 |                        |                        |
| 勞倫茲吸引子動畫 （页面存档备份，存于）。加入日期2023-03-01 |                        |                        |

## 連續依存和敏感依存
圖一和圖三說明初始條件敏感依存（即SDIC）的特性。在圖一中，X-Z二維相位空間的圖案近似展翼的蝴蝶。而在圖三中，控制組和平行對照組顯示，在初始時段內（例如 t < 20），他們的軌跡幾乎相同。此特徵稱為對初始條件的連續依存（continuous dependence of solutions on initial conditions, CDIC）。因此，在混沌系統中，連續依存（CDIC）和敏感依存（SDIC）可以先後發生。連續依存和敏感依存的組合，決定了可預報度的範圍。即，可預報度的上限，是由敏感依存開始發生之前所決定。當兩個軌跡的初始位置相近時，他們的軌跡在短時間間隔內，會保持接近。但隨著時間的推移，兩個軌跡不會保持接近。前者代表連續依存代表，而後者是敏感依存。

## 數學定義
除了解的存在性和唯一性，連續依存是平滑微分方程另一個重要的特性。設函數G定義在Rn中的開放集合U上，假G在U上的變數V中有利普希茨 (Lipschitz)常數L。設V和W為微分方程dV/dt=G(V)的解，和[to, t1]代表兩個解存在的時間間隔。則，在時間間隔內(to ≤ t ≤ t1)，以下關係顯示連續依存:{\displaystyle |{\mathbf {V}}(t)-{\mathbf {W}}(t)|\leq |{\mathbf {V}}(t_{o})-{\mathbf {W}}(t_{o})|e^{L(t-t_{o})}}。
上述說明：兩個（附近的）軌跡可能會發散，但在有限的時間間隔內，不會比指數更快地分開。在這裡，V和W可以是純量或向量。
若t 增加时，任意接近的点分离，则具有向量场（演变映射）{\displaystyle f^{t}}的動態系统表现出初始条件的敏感依赖性。若M是映射{\displaystyle f^{t}}的状态空间，那么当满足以下条件时，稱{\displaystyle f^{t}}表现出初始条件的（弱）敏感依赖性：
- 存在δ>0，使得對M中每点x和包含x的任意邻域N：
- 都存在来自这一邻域N的一点y和时间τ，使得：
- 距离 {\displaystyle d(f^{\tau }(x),f^{\tau }(y))>\delta \,.}

定义不要求来自一个邻域的全部点都与基点x分离。
另一種較強的敏感依赖性，涉及系統的最大李亚普诺夫指数。

## 李亞普諾夫指數
李亞普諾夫指數代表著兩個軌跡發散速率（rate of divergence）長時間的平均值。在既有的文獻中，有研究學者，使用下列數學式子: exp(Lt) 來說明兩個軌跡收縮或發散的特性。這裡，指數函數的參數L代表李亞普諾夫指數。當L是負的，指數函數隨時間非線性遞減。當L是正的，指數函數隨時間非線性遞增。後者意味著，兩個軌跡發散的“長時間平均值”呈指數增長。然而，既有的文獻中，也顯示，在一個混沌系統中，儘管兩個軌跡發散速率長時間平均值是正的，但在給定的任一時間，兩個軌跡可以是隨著時間發散或收縮的。
李亞普諾夫指數的數學定義為：
{\displaystyle \lambda _{LE}=\lim _{T\to \infty }{1 \over T}\log \left|{\delta s(T) \over \delta s(0)}\right|}。
T 是積分時間長度，{\displaystyle T=N\Delta t}, {\displaystyle N}是整數，{\displaystyle N\rightarrow \infty }。s 表示解的向量，例如 {\displaystyle s=(X,Y,Z)}。{\displaystyle |\delta s|}代表控制組和平行對照組兩個軌跡之間的距離。{\displaystyle |\delta s(0)|}代表兩個軌跡最初的距離。
有限時間（finite-time）李亞普諾夫指數的定義為：
{\displaystyle \lambda _{FTLE}(s(k\triangle t))={1 \over \triangle t}\log \left|{\delta s((k+1)\triangle t) \over \delta s(k\triangle t)}\right|}。
它與時間積分間隔{\displaystyle \Delta t}、初始位置{\displaystyle k\Delta t}，以及初始軌跡的差異{\displaystyle \delta s(k\Delta t)}相關。
而以上，我們可以獲得{\displaystyle \lambda _{LE}}和{\displaystyle \lambda _{FTLE}}的關係如下：
{\displaystyle \lambda _{LE}=\lim _{N\to \infty }{1 \over N}\sum _{k=0}^{N-1}\lambda _{FTLE}(s(k\triangle t))}。
沿不穩定軌跡位移的最大的擴展方向，通過有限時間李亞普諾夫指數和 {\displaystyle \Delta t\rightarrow 0}，我們可以定義局部（local）李亞普諾夫指數：
{\displaystyle \lambda _{LLE}(s(t))=\lim _{\triangle t\to 0}{1 \over \triangle t}log\left|{\delta s((k+1)\triangle t) \over \delta s(k\triangle t)}\right|}。

## 有界性
構成一個混沌系統至少需要兩個必要條件: 
- 至少有一個李亞普諾夫指數為正
- 解是有界的(也就是被限制在一定的區域內，如上面的圖一至圖三所示)

一個違反有界性的系統是線性微分方程。考慮最單純的y'= a y 和 a > 0，再加上初始條件 y(t = 0) = yo。這個系統的解，y = yo exp(at)，是指數函數，因此有一個正的李亞普諾夫指數。然而，此系統不是有界的，因此並不是一個混沌系統。這也符合我們對於「非線性系統才有混沌」的印象。。

## 復發性
在以下討論中，我們介紹不僅超越週期性、而且包括準週期性和混沌的復發性(recurrence)概念。當相位空間中兩個狀態在時刻 i 和 j 的距離低於一個特定的臨界值ε，復發性可以被定義。所謂的復發時間，是指軌跡回到先前訪問過的狀態附近所需的時間。而非零的臨界值 (non-zero ε) 的存在，表明系統經歷了復發，但不一定是到先前造訪過的同一個狀態。混沌系統中的復發性，源自於解的有界性和兩兩軌跡的發散性。

## 通俗但不準確的比喻
蝴蝶效應中最主要的特性是，對初始條件的敏感依賴性。長久以來，人們使用民謠《只因少了一顆釘》，進行了說明：
少了馬蹄釘，失了馬蹄鐵。

少了馬蹄鐵，失了戰馬。

少了戰馬，失了騎手。

少了騎手，失了情報。

少了情報，失了勝仗。

少了勝仗，失了王國。

而這一切都是因為少了個馬蹄釘。
基於以上所述，許多人錯誤地認為：初始微小擾動的影響，會隨時間單調增加，以致於，任何微小的擾動最終都會產生巨大影響。然而，在2008年，混沌理論之父勞倫茲表示，他並不認為以上民謠足以描述真正的混沌。事實上，民謠只是說明了較為簡單的不穩定現象。而且，這民謠暗示後續的小事件不會逆轉結果（Lorenz，2008 )。據分析，該詩句只展示軌跡的發散特性，而並未掌握軌跡只在有限的範圍內的特性。軌跡在有限範圍內的特性，可由蝴蝶有限的雙翼所顯示。在最近的一項研究中，上述民謠的特徵被稱為“有限時間的敏感依存”。

## 勞倫茲對預報度極限的觀點
根據 Lighthill (1986)的分析，SDIC（普遍稱為蝴蝶效應）的存在，意味著混沌系統的預報度有限的。在一份文獻回顧中指出，勞倫茲對預報度極限的觀點，可以總結為以下陳述：
1. 勞倫茲采用1963年的模型，定性地揭示了大氣等混沌系統中，有限預報度的本質。然而，模型並未確定大氣可預報度的確切上限。
2. 在1960年代，根據實際模型中五天倍增時間的估算，最初推估了兩週的可預報度。此後，這一發現記錄在 Charney 等人1966的論文[29]，並成為共識。

相關討論，以下由申等完成的短視頻，有精簡的文獻回顧。
最近的一項研究再次強調，兩週預報度的極限，是在1960年代使用Mintz-Arakawa模型的五天倍增時間計算得出。這項研究將兩週預報度的極限，稱為“可預測度極限假說”。這個術語是受到摩爾定律的啟發，是基於Charney的領導下，Lorenz、Mintz和Arakawa共同合作的貢獻。這假說的概念，提供理論基礎，支持使用偏微分方程（PDE）的物理方法和人工智慧（AI）技術，來進行延長範圍預測的研究。

## 勞倫茲對混沌模式與混沌解的開創性貢獻
在他的職業生涯中，勞倫茲教授共撰寫了61篇研究論文，其中58篇完全由他獨自撰寫（陳關榮）。從1960年的日本會議開始，勞倫茲踏上了一段發展許多模式的旅程，旨在揭示SDIC和混沌特性。最近，一份對勞倫茲從1960年到2008年的模式的回顧顯示，他善於運用各種物理系統來說明混沌現象。這些系統包括準地轉系統、渦度守恆方程、瑞利-貝納德對流方程、和淺水波方程。此外，勞倫茲還非常早應用羅吉斯蒂映射，來探索混沌解。他比同行更早取得重要的里程碑（例如他在1964年發表的論文）。

## 大語言模型的幻覺和蝴蝶效應
AI大語言模型的幻覺，是指其回答的內容，會出現與最初問題無關的現象。或是，回答內容，不在最初訓練資料的範疇內。
對於前者，最近有一個有趣的假設，該假設將不按常理出現的幻覺，類比於蝴蝶效應。
蝴蝶效應指系统的演變，對於初始条件有非常敏感的特性（sensitive dependence of solutions on initial conditions, SDIC）。一般而言，在混沌系統中，先出現解的連續依存（continuous dependence of solutions on initial conditions, CDIC），然後SDIC會突然的出現。連續依存的時間間距，可以決定預報長度，但其間距大小取決一些因素，包括初始狀態及模式的參數。一般而言，間距大小不易事先決定。此外，當系統包含共存吸引子(attractor coexistence), 即混沌與非混沌元素的共存，系統的最終狀態，會出現對起始條件的依賴。這使得確定CDIC區間的任務變得複雜。在氣象、氣候模式預報，會使用集合預報（ensemble forecasts)，或多種模式的預報，來決定有效的預報。這些方法，或許可以應用在大語言模式中，用來決定在幻覺之前的共同資訊，該資訊可以視為可靠的資訊。

## 延伸閱讀
- James Gleick, Chaos: Making a New Science, New York: Viking, 1987. 368 pp.
- Devaney, Robert L. . Westview Press. 2003. ISBN 0670811785.
- Hilborn, Robert C. . American Journal of Physics. 2004, 72 (4): 425–427. Bibcode:2004AmJPh..72..425H. doi:10.1119/1.1636492.

## 外部連結
- 其他語言版本 （页面存档备份，存于）
- The meaning of the butterfly: Why pop culture loves the 'butterfly effect,' and gets it totally wrong （页面存档备份，存于）, Peter Dizikes, Boston Globe, June 8, 2008
- New England Complex Systems Institute - Concepts: Butterfly Effect （页面存档备份，存于）
- The Chaos Hypertextbook （页面存档备份，存于）. An introductory primer on chaos and fractals
- ChaosBook.org （页面存档备份，存于）. Advanced graduate textbook on chaos (no fractals)
- 埃里克·韦斯坦因. . MathWorld.